# Сосновка (Гомельский район)
Сосновка (бел. Сасно́ўка) — деревня в Бобовичском сельсовете Гомельского района Гомельской области Беларуси.
На юге и западе граничит с лесом.

## География

### Расположение
В 10 км на юго-западе от Гомеля.

## Транспортная сеть
Транспортные связи по просёлочной, затем автомобильной дороге Калинковичи — Гомель. Планировка состоит из прямолинейной улицы, ориентированной с юго-запада на северо-восток, застроенной двусторонне, деревянными домами усадебного типа.

## История
Обнаруженное археологами поселения раннего железного века (в 0,3 км на восток от деревни) свидетельствует о заселении этих мест с давних времён. По письменным источникам известна с XVIII века как деревня в Речицком повете Минского воеводства Великого княжества Литовского.
После 1-го раздела Речи Посполитой (1772 год) в составе Российской империи. С 1775 года во владении фельдмаршала графа П. А. Румянцева-Задунайского, а с 1834 года — фельдмаршала князя И. Ф. Паскевича. В 1862 году 24 хозяйства получили земельные наделы, в Ерёминской волости Гомельского уезда. Согласно переписи 1897 года деревня носила название Макеевка (она же Сосновка), располагались: школа грамоты, хлебозапасный магазин, в Дятловичской волости Гомельского уезда Могилёвской губернии.
В 1929 году организован колхоз. Во время Великой Отечественной войны 26 ноября 1943 года освобождена от оккупантов. 46 жителей погибли на фронте. В 1959 году в составе колхоза «Победа» (центр — деревня Красное). Располагался клуб.
До 1 августа 2007 года в Давыдовского сельсовета.

## Население

### Численность
- 2004 год — 74 хозяйства, 161 житель.

### Динамика
- 1897 год — 49 дворов, 324 жителя (согласно переписи).
- 1959 год — 381 житель (согласно переписи).
- 2004 год — 74 хозяйства, 161 житель.